# Lubiąż
Lubiąż (Duits: Leubus) is een dorp in de Poolse woiwodschap Neder-Silezië. De plaats maakt deel uit van de gemeente Wołów en telt 2300 inwoners.

## Verkeer en vervoer
- Station Lubiąż

## Kunst en cultuur
- Cisterciënzenklooster van Leubus
- Slot Art Festival